# 코리-김 산화
코리-김 산화(영어: Corey–Kim oxidation)는 노벨 화학상을 수상한 유기화학의 대가 일라이어스 제임스 코리와 현재 길리어드에 있는 김정은 박사에 의해 개발된 유기화학반응이다. 1차 알코올을 알데하이드로, 2차 알코올을 케톤으로 바꾸어 줄 수 있는 산화반응이다. 스원 산화에 비하여 -25°C 이상에서도 반응을 보낼 수 있다는 점이 유리하지만, 다이메틸 설파이드의 유독성과 불쾌한 냄새로 인해 자주 사용되지는 않는다.